# Нејплс (Флорида)
Нејплс (енгл. Naples) град је у америчкој савезној држави Флорида. По попису становништва из 2010. у њему је живело 19.537 становника.

## Демографија
Према попису становништва из 2010. у граду је живело 19.537 становника, што је 1.439 (6,9%) становника мање него 2000. године.
| Група             | 2000.          | 2010.          |
| Белци             | 19.048 (90,8%) | 17.566 (89,9%) |
| Афроамериканци    | 975 (4,6%)     | 812 (4,2%)     |
| Азијати           | 70 (0,3%)      | 120 (0,6%)     |
| Хиспаноамериканци | 467 (2,2%)     | 881 (4,5%)     |
| Укупно            | 20.976         | 19.537         |